# 197 (nombre)
« Cent quatre-vingt-dix-sept » redirige ici. Pour l'année, voir 197.
197 (cent quatre-vingt-dix-sept ou cent nonante-sept) est l'entier naturel qui suit 196 et qui précède 198.

## En mathématiques
Cent quatre-vingt-dix-sept est :
- un nombre heptagonal centré ;
- un nombre premier, qui forme avec le nombre premier suivant, 199, un couple de nombres premiers jumeaux ;
- un nombre premier cousin avec 193 ;
- un nombre premier sexy avec 191 ;
- un nombre premier tronquable à gauche. En enlevant un par un ses chiffres à partir de la gauche, tous les nombres obtenus sont premiers ;
- la somme des douze premiers nombres premiers ;
- la somme de sept nombres premiers consécutifs (17 + 19 + 23 + 29 + 31 + 37 + 41) ;
- un nombre de Keith.

La fonction de Mertens pour 197 donne –7, un record minimal.

## Dans d'autres domaines
Cent quatre-vingt-dix-sept est aussi :
- années historiques : -197, 197 ;
- le QI prétendu de Walter O'Brien ;
- la masse atomique de l'or.